# Recht van overpad
Recht van overpad of recht van voetpad is een erfdienstbaarheid waarmede een onroerende zaak - het dienende erf - ten behoeve van een andere onroerende zaak - het heersende erf - is bezwaard. De last die deze erfdienstbaarheid op het dienende erf legt is de verplichting om te dulden dat de gebruikers en bezoekers van het heersende erf zich via de grond van het dienende erf naar het heersende erf en terug begeven. Het kan alleen het lopen betreffen, of bijvoorbeeld ook het fietsen. 
Een dergelijk recht is veelal ontstaan, of in een notariële akte gevestigd, wanneer de openbare weg redelijkerwijs alleen op die manier vanuit een bepaald grondstuk te bereiken is.
Het recht van overpad kan door de rechter worden opgeheven als de gebruiker geen redelijk belang meer heeft bij het recht, bijvoorbeeld doordat er een alternatieve route bestaat.
Het recht van een rechthebbende om te voet over het land van een ander te gaan is niet hetzelfde als het recht van weg dat inhoudt dat men ook op dat land mag rijden.
Recht van overpad kan ook tijdelijk bestaan. Als iemand werkzaamheden op zijn erf moet verrichten, bijvoorbeeld een verbouwing en hij moet daarvoor de grond van zijn buurman betreden (voor de werkzaamheden zelf of om bouwstoffen aan te voeren), dan is de buurman verplicht dat te dulden.